# Spalacotherioidea
Os espalacoterióideos (Spalacotherioidea) são uma superfamília de mamíferos extintos do grupo dos Symmetrodonta. Constituem os simetrodontes verdadeiros para muitos pesquisadores.

## Classificação
Superfamília Spalacotherioidea Prothero, 1981
- Família Spalacotheriidae Marsh, 1887
- Família Zhangheotheriidae Rougier, Ji e Novacek, 2003